# Автарій
Авта́рій (лат. Authari; бл. 540 — 5 вересня 590) — король лангобардів (584—590). Син Клефа.
Після 10 років правління герцогів у Ланґобардії герцог Автарій був обраний у 584 королем із передачею йому столиці королівства Павії та половини території від кожного з ланґобардських герцогств. Він провів усе правління у війнах із франками, греками і різного роду бунтівниками. Спочатку він розбив війська герцога Бресчелло Дроктульфа. Після його вигнання провів 6 років у боротьбі з екзархом Равенни Смарагдом і меровінзькими королями. Відомий також під іменем Аґілольф (Agilolf).

## Одруження
15 травня 589 одружився з Теоделіндою, дочкою герцога Баварського Гарібальда I, яка була християнкою, а тому справила значний вплив на ланґобардів. Коли Автарій помер у Павії в 590 році (ймовірно, внаслідок отруєння), королівський престол успадкував Агілульф, герцог Туринський, який також одружився з Теоделіндою.